# Hrabstwo Amherst

Piramida wieku hrabstwa

Hrabstwo Amherst – hrabstwo w USA, w stanie Wirginia, według spisu z 2000 roku liczba ludności wynosiła 31 894. Siedzibą hrabstwa jest Amherst.

## Geografia
Według spisu hrabstwo zajmuje powierzchnię 1240 km², z czego 1231 km² stanowią lądy, a 9 km² – wody.

### Miasta
- Amherst

### CDP
- Madison Heights

### Sąsiednie Hrabstwa
- Hrabstwo Rockbridge
- Hrabstwo Nelson
- Hrabstwo Appomattox
- Hrabstwo Campbell
- Lynchburg
- Hrabstwo Bedford